# Paide
Paide (njem. Weißenstein, polj. Biały Kamien) je glavni grad okruga Järvamaa, središnja Estonija. Prema podatku od 1. siječnja 2005. godine Paide ima 9.606 stanovnika. On zauzima površinu od 10,04 km².
Ovdje su dvorac sagradili livonijski križari. Grad je službeno osnovao 30. rujna 1291. Halt, meštar Livonijskog reda. Tijekom hladnoga rata 10 km istočno od Paidea se nalazila sovjetska zračna baza Koigi.
Poznati skladatelj Arvo Pärt je rođen ovdje, kao i filmska glumica Ita Ever. Top model Carmen Kass je provela djetinjstvo u ovom gradu.
U Paideu se nalazi Paide Ühisgümnaasiumi Staadion, domaći teren meistriliigaškog nogometnog kluba Paide Linnameeskond.

## Vanjske poveznice
- Paide - Službene stranice  Arhivirana inačica izvorne stranice od 2. rujna 2011. (Wayback Machine)

|  | Zajednički poslužitelj ima još gradiva o temi Paide |